# 西鉄バス両筑
西鉄バス両筑株式会社（にしてつバスりょうちく）は、西日本鉄道（西鉄）の全額出資子会社の一つで、福岡県朝倉市、朝倉郡などで路線バスを運行していたバス事業者である。
2007年7月1日に西鉄バス二日市に吸収合併され解散した。以下、解散前日時点の情勢を記す。

## 沿革
- 1988年2月17日 西鉄杷木自動車営業所を分社化し、両筑交通として設立。
- 1991年3月1日 西鉄田主丸自動車営業所を移管し、田主丸支社とする。
- 2000年12月1日 西鉄吉井自動車営業所が管理委託化（車両は西鉄が保有し、運転士は両筑交通に所属する）され、それに伴い吉井支社を新設。
- 2001年7月1日 田主丸支社の路線及び車両を吉井支社に統合し田主丸支社廃止。
- 2001年8月1日 西鉄バス両筑に社名変更。
- 2003年7月1日 西鉄グループのバス事業再編により、西鉄甘木自動車営業所が管理委託化（車両は西鉄が保有し、運転士は西鉄バス両筑に所属する）され、それに伴い本社を移転し甘木本社とする。本社の移転に伴い、旧本社を杷木支社とする。同時に吉井支社（西鉄吉井自動車営業所）を西鉄バス久留米へ移管。
- 2005年7月1日 杷木支社に管理委託されていた40番・41番を甘木本社に統合、ローカルを西鉄バス久留米へ移管し杷木支社を廃止、本社のみとなる。
- 2007年3月31日 貸切バス事業から撤退。車両は西鉄バス二日市に譲渡。
- 2007年7月1日 西鉄バス二日市に吸収合併され解散。

## 営業所

### 甘木本社
福岡県朝倉市菩提寺字中の坪540番地に本社を置く。西鉄甘木自動車営業所の管理委託を受けており、西鉄バス両筑としては最終的には唯一の営業所となっていた。一般路線車は全車西鉄本体からの管理委託車両であった。
かつては当時の甘木市内に多くの路線を保有していたが、1990年に西鉄田主丸自動車営業所（旧・両筑交通田主丸支社（※ただし、甘木現地出退勤））に移管されその後2001年4月1日に甘木市内路線をすべて廃止（甘木観光バスが引継ぎ）したため、会社清算時点では国道386号を通り、朝倉街道駅・二日市駅・福岡市内と朝倉市を結ぶ路線のみを運行していた。
営業所表記は○甘（一部○両）。

#### 担当路線

##### 甘木幹線
- □ 40
  - JR二日市駅 - 東新町 - 石崎 - 朝倉街道 - 針摺東 - 筑紫野中学校入口 - 天山 - 山家道 - 朝日 - 石櫃 - 下高場道 - 篠隈 - 当所 - 新町 - 依井 - 甘木 - 甘木営業所
  - JR二日市駅 - 東新町 - 石崎 - 朝倉街道 - 針摺東 - 筑紫野中学校入口 - 天山 - 山家道 - 朝日 - 石櫃 - 下高場道 - 篠隈 - 当所 - 新町 - 依井 - 甘木 - 石の橋 - 横大 - 比良松 - 三連水車の里 - 高山 - 原鶴 - 上原鶴サンライズ前 - 杷木
- □ 41
  - JR二日市駅 - 東新町 - 石崎 - 朝倉街道 - 針摺東 - 筑紫野中学校入口 - 天山 - 山家道 - 朝日 - 石櫃 - 下高場道 - 篠隈 - 当所 - 新町 - 依井 - 甘木 - 石の橋 - 横大 - 比良松 - 三連水車の里 - 高山 - 原鶴温泉 - 上原鶴サンライズ前 - 杷木

##### 甘木（都市高速）博多駅線
- ■ 400
  - 博多駅交通センター - 祇園町 - 呉服町 - （千代）都市高速（水城） - 都府楼前駅 - 筑陽学園前 - 君畑 - 星ヶ丘入口 - 高雄一丁目 - 針摺北口 - 針摺東 - 筑紫野中学校入口 - 天山 - 山家道 - 朝日 - 石櫃 - 下高場道 - 篠隈 - 当所 - 新町 - 依井 - 甘木 - 甘木営業所

## 運行している地域
- 福岡県朝倉市
- 福岡県朝倉郡筑前町
- 福岡県筑紫野市
- 福岡県太宰府市
- 福岡県福岡市

## 主なターミナル
- 甘木バスセンター
- 杷木発着所

※このほか、西鉄系他社のターミナルにも乗り入れる。